# 라틴아메리카의 역사
라틴 아메리카라는 용어는 주로 신세계에서 스페인어와 포르투갈어를 사용하는 국가를 나타낸다.
15세기 말에서 16세기 초에 유럽인들이 오기 전에, 이 지역은 많은 토착민들의 고향이었고, 그들 중 다수는 올멕족, 마야족, 무이스카족, 잉카족과 같은 선진 문명을 가지고 있었다.

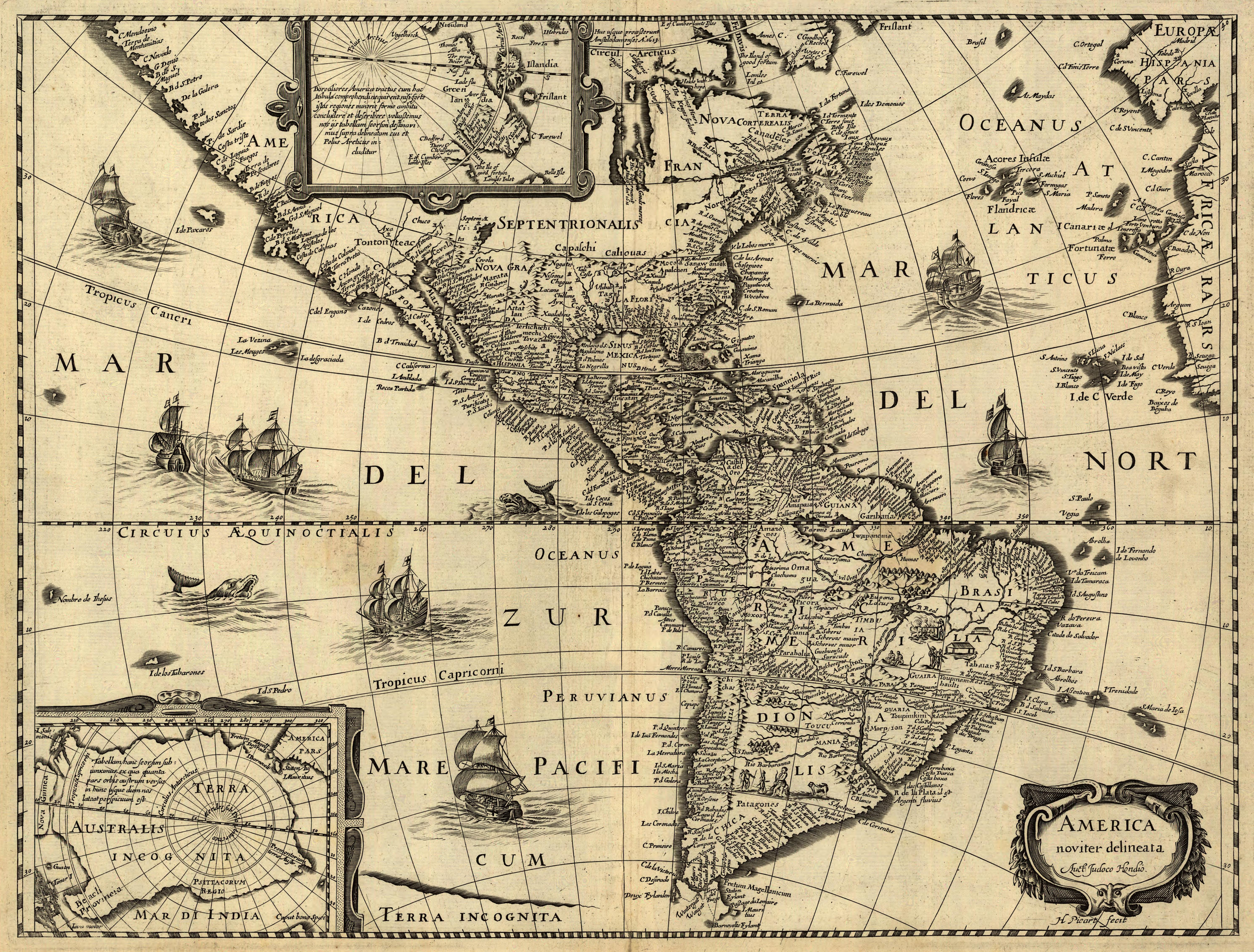
17세기 아메리카 지도

그 지역은 로마 가톨릭과 그들의 언어를 강요했던 스페인과 포르투갈 왕국의 지배하에 놓였다. 스페인과 포르투갈은 모두 아프리카 노예들을 노동자로서 그들의 식민지로 데리고 왔다
19세기 초 쿠바와 푸에르토리코를 제외한 스페인 아메리카의 거의 모든 지역이 무장투쟁으로 독립했다. 포르투갈과 분리된 군주국이 되었던 브라질은 19세기 후반에 공화국이 되었다. 유럽의 군주국으로부터 정치적으로 독립했다고 해서 새로운 주권국가에서 흑인 노예제도가 폐지된 것은 아니다. 독립 직후 스페인 아메리카는 정치적 독립으로 정치적, 경제적 불안정이 발생했다. 독립 이후 영국과 미국이 강력한 영향력을 행사하면서 한 국가의 정치적 주권은 유지되었지만 경제 영역에서는 외국 세력이 상당한 영향력을 행사했다.

## 용어 및 정의의 유래
아메리카의 일부가 모든 로망스 문화와 문화적 또는 인종적 친화성을 가지고 있다는 생각은 1830년대로 거슬러 올라갈 수 있으며, 특히 프랑스의 생시몽인 Michel Chevalier의 글에서 그는 아메리카의 이 지역은 "라틴 인종"의 사람들이 거주하고 있으므로 "유럽", "앵글로색슨 아메리카", "슬라브 유럽"과의 싸움에서 "라틴 유럽"과 동맹을 맺을 수 있다고 가정했다. 이 생각은 나중에 19세기 중후반의 라틴 아메리카 지식인들과 정치 지도자들에 의해 받아들여졌는데, 그들은 더 이상 스페인이나 포르투갈을 문화적 모델로 보지 않고 오히려 프랑스로 보았다. 실제 용어 "라틴 아메리카"는 나폴레옹 3세 시대의 프랑스에서 만들어졌으며 프랑스와 문화적 유대를 암시하고 프랑스를 이 지역의 문화적, 정치적 지도자로 변화시키고 막시밀리안을 멕시코의 황제로 설치하려는 캠페인에서 역할을 했다.
20세기 중반, 특히 미국에서는 미국 남부의 모든 영토를 가끔 '라틴 아메리카'로 분류하는 경향이 있었는데, 특히 미국의 문화적 측면에만 초점을 맞추기보다는 현대의 세계에 대한 정치적, 경제적 관계에 초점을 맞추었을 때 더욱 그러했다. 동시에 유엔 지구 계획처럼 '라틴 아메리카와 카리브해'에 대해 이야기함으로써 이러한 과도한 단순화를 피하려는 움직임도 있었다.
라틴 아메리카의 개념과 정의는 19세기로 거슬러 올라가는 매우 현대적이기 때문에 유럽인들이 오기 전에 "라틴 아메리카의 역사"를 말하는 것은 시대착오적이다. 그럼에도 불구하고 콜럼버스 이전 시대에 존재했던 많고 다양한 문화는 정복의 결과로 출현한 사회에 강력하고 직접적인 영향을 미쳤기 때문에 간과할 수 없다. 다음 절에서 소개한다.

## 콜럼버스 이전 시대
주된 내용
지금의 라틴 아메리카에는 수천 년 동안, 아마도 30,000년 동안 인구가 있었다. 아메리카 사람들에 대한 많은 모델이 있다. 초기 문명의 정확한 연대 측정은 문자 자료가 거의 없기 때문에 어렵다. 그러나 고도로 발달된 문명은 안데스 산맥과 메소아메리카와 같은 다양한 장소에서 번성했다.
이 지역에서 가장 초기에 알려진 인류의 정착지는 칠레 남부의 몬테 베르데(Monte Verde)로 확인되었다. 이곳의 점령은 약 14,000년 전으로 거슬러 올라가며 훨씬 더 초기의 점령에 대한 논쟁의 여지가 있는 증거가 있다. 천년이 넘는 시간 동안 사람들은 북아메리카와 남아메리카, 카리브해 섬의 모든 지역으로 퍼져 나갔다. 현재 라틴 아메리카라고 알려진 지역이 멕시코 북부에서 티에라 델 푸에고(Tierra del Fuego)까지 뻗어 있지만, 지리, 지형, 기후, 경작 가능한 땅의 다양성은 인구가 고르게 분포되어 있지 않다는 것을 의미한다. 농업에 의해 뒷받침된 고정된 정착지의 좌식 인구는 메소아메리카(멕시코 중부와 남부, 중앙 아메리카)와 케추아와 아이마라(Aymara)의 고원지대에 복잡한 문명을 일으켰다.
메소아메리카에서는 옥수수, 안데스에서는 감자와 강건한 곡물의 집약적인 재배로 인한 농업 잉여가 농민의 가정과 공동체를 넘어 먼 인구를 부양할 수 있었다. 잉여는 사회적, 정치적, 종교적, 군사적 계층 구조의 창출, 안정적인 마을 정착지와 주요 도시와의 도시화, 공예품의 전문화, 조공과 무역을 통한 상품의 이전을 가능하게 했다. 안데스에서는 라마가 길들여져 상품을 운송하는 데 사용되었고, 메소아메리카에는 인간의 노동력을 돕거나 고기를 제공하는 큰 길들여진 동물이 없었다. 메소아메리카 문명은 문자 체계를 발전시켰고, 안데스에서는 매듭을 지은 퀴푸스가 회계 체계로 등장했다.
카리브해 지역에는 아라왁이나 타이노스에 의해 정착한 정주 인구가 있었고, 현재의 브라질에는 많은 투피안 사람들이 고정된 정착지에 살고 있었다. 준 정주 인구는 농업과 정착촌을 가지고 있었지만, 토양 고갈은 정착지의 재배치를 필요로 했다. 인구는 덜 밀집되어 있었고, 사회적, 정치적 계층 구조는 덜 체계화되어 있었다. 정주하지 않은 사람들은 낮은 인구 밀도와 농업 없이 작은 밴드에서 살았다. 그들은 척박한 환경에서 살았다. 서기 1,000년까지 서반구에는 수천만 명의 사람들이 거주했다. 정확한 숫자는 지속적인 연구와 논란의 원천이다.
마지막 두 위대한 문명인 아즈텍과 잉카는 14세기 초와 15세기 중반에 두각을 나타냈다. 비록 토착 제국이 유럽인들에 의해 정복되었지만, 인구 밀도가 높은 지역의 하위 제국 조직은 제자리에 남아 있었다. 토착 인구의 유무는 유럽 제국주의가 아메리카 대륙에서 어떻게 이루어졌는지에 영향을 미쳤다. 콜럼버스 이전의 메소아메리카와 고원 안데스 문명은 식민지 시대 후기에 미국에서 태어난 스페인 사람들과 독립 후 시대에 민족주의자들에게 자부심의 원천이 되었다. 일부 현대 라틴 아메리카 민족 국가들에게 민족 정체성의 토착 뿌리는 토착주의의 이념으로 표현된다. 민족 정체성의 이러한 현대적 구성은 보통 그들의 식민지 과거를 비판한다.

### 콜럼버스 이전 시대의 스포츠
제국주의와 식민주의의 결과로, 역사가들은 축구, 야구, 복싱, 크리켓, 그리고 농구를 제국으로부터 식민지로 가져온 스포츠의 확산에 주목한다. 라틴 아메리카의 맥락에서, 역사가들은 스포츠 역사를 살펴봄으로써 식민지 엘리트들과 가난한 환경의 엘리트들 사이의 권력 불균형을 인정할 수 있다. 예를 들어, 식민지 이전의 메소아메리카로 거슬러 올라가, 경마 대회는 식민지 개인들에게 여가 활동의 필수적인 부분이었다. 그러나, 많은 식민지 관리들은 가난한 개인들이 말에 접근하는 것을 막음으로써 가난한 사람들의 게임 접근성에 대한 그들의 힘을 이용했다. 식민지 사람들을 통제하고 조종하려는 이 시도는 많은 원주민들이 식민지를 착취하는 상류층에게 이익이 되는 노동-노동을 위해 말을 필요로 했기 때문에 실패했다.
더욱이, 말은 라틴 아메리카 스포츠의 초기에 중요한 역할을 했다. 그러한 예로는 위에서 언급한 승마 대회, 멕시코의 샤레다, 아르헨티나와 우루과이가 될 이 지역의 다른 승마 활동 등이 있다. 이 스포츠는 토착민들에게 재능, 명예, 팀워크의 가치를 실천할 수 있는 기회를 주었다. 말이 식민지 엘리트보다 낮은 계층의 사람들에게 가격이 저렴하고 상대적으로 비싸지 않았기 때문에 식민지의 더 가난한 토착민들도 접근할 수 있었다.

## 식민지 시대
주된 내용
크리스토퍼 콜럼버스는 1492년에 아메리카 대륙에 상륙했다. 그 후, 유럽의 주요 해양 강대국들은 무역망과 식민지를 건설하고 토착민들을 기독교로 개종시키기 위해 신세계로 원정대를 보냈다. 스페인은 아즈텍, 잉카, 마야, 무이스카처럼 인적, 물적 자원을 착취할 수 있는 크고 정착한 사회들이 있었고, 많은 은과 금이 있었기 때문에 토르데시야스 조약에 의해 할당된 아메리카의 중부와 남부 지역에 제국을 건설하는 데 집중했다. 포르투갈인들은 크고 복잡한 사회나 광물 자원이 없었기 때문에 설탕 생산을 위한 땅을 개발하여 토르데시야스 조약으로 인해 영향권에 있던 브라질에 제국을 건설했다.
서반구의 유럽 식민지화 동안, 토착 인구의 대부분은 주로 질병으로 사망했다. 콜롬비아 거래소라고 알려지게 된 것에서, 천연두와 홍역과 같은 질병은 면역력이 없는 인구를 죽였다. 토착 인구의 크기는 역사가들에 의해 현대 시대에 연구되었지만, 도미니카 수도사 바르톨로메 데 라스 카사스는 '인도 제도 파괴에 대한 짧은 설명'에서 카리브해에 정착한 스페인 초기에 경고를 보냈다.
라틴 아메리카의 정복자들과 식민지 개척자들은 또한 라틴 아메리카의 인구에 주요한 영향을 미쳤다. 스페인 정복자들은 원주민들에게 야만적인 폭력 행위를 저질렀다. 바르톨로메 데 라스 카사스에 따르면, 유럽인들은 원주민들을 죽여서, 재생산을 할 수 없도록 남자와 여자를 분리시켰고, 개들과 함께 탈출한 어떤 원주민들도 사냥해서 죽였다. 라스 카사스는 스페인 사람들이 원주민들을 밤낮으로 광산에서 일하도록 만들었고, 원주민들에게 "날의 날카로움을 시험"할 것이라고 주장했다. 라스 카사스는 약 3백만 명의 원주민들이 전쟁, 노예제, 그리고 과도한 노동으로 사망했다고 추정했다. 그 잔인함에 대해 이야기 할 때, 라스 카사스는 "미래 세대에 누가 이것을 믿겠습니까? 저 자신도 잘 아는 목격자로서 이것을 거의 믿을 수 없다"라고 말했다
스페인 사람들이 이제 권력을 잡고 있었기 때문에, 토착 문화와 종교는 금지되었다. 스페인 사람들은 심지어 마야 코데 (책과 같은)를 태우기까지 했다. 이 코데들은 점성술, 종교, 신, 의식에 대한 정보를 담고 있다. 오늘날 존재하는 것으로 알려진 네 개의 코데들이 있는데, 이것들은 드레스덴 코데, 파리 코데, 마드리드 코데, 그리고 HI 코데이다. 스페인 사람들은 또한 수 많은 황금 예술 작품들을 녹여서 금을 스페인으로 가져올 수 있었고, 그들이 기독교도라고 생각했던 수 많은 예술 작품들을 파괴했다.

### 식민지 시대의 종교
새로운 세계를 위한 여정
스페인 왕관은 해외 식민지로의 이민을 규제했고, 여행자들은 세비야에 있는 무역원에 등록해야 했다. 그 왕관은 기독교인으로서 통과하는 비기독교인 (유대인, 암호화폐 유대인, 그리고 무슬림)을 배제하기를 원했기 때문에, 여행자들의 배경을 조사했다. 사람들의 흐름을 규제하는 능력은 스페인 왕관이 해외 제국의 종교적인 순수성을 통제할 수 있게 했다. 스페인 왕관은 기독교인들만 신세계로 가는 것을 엄격하게 허용했고, 개인적인 증언에 의한 종교의 증거를 요구했다. 왕관을 다루는 개인들의 구체적인 예들은 종교가 신세계로의 통과에 어떻게 영향을 미쳤는지에 대한 이해를 가능하게 한다.
아메리카 대륙으로의 입국을 원하는 아프리카-이베리아 여성인 프란치스카 데 피게로아는 카르타헤나로 항해하기 위한 면허를 얻기 위해 1600년 스페인 왕관에 청원했다. 그녀를 대신하여 엘비라 데 메디나는 그녀의 종교적 순수성을 증명하는 증인을 모았다. "이 증인은 그녀와 부모님, 그녀의 조부모님들이 구 기독교인이었고, 팔리지 않은 깁스와 혈통이라는 것을 알고 있다. 그들은 무어인이나 유대인 카스트 출신이거나 최근에 성모 마리아로 개종한 사람들이 아니다." 프란치스카의 인종에도 불구하고, 그녀는 1601년 '폐하의 칙령'이 발표되었을 때 아메리카 대륙으로의 입국이 허용되었다. "저의 대통령들과 세비야 사건의 공식 판사님들. 저는 여러분이 프란치스카 데 피게로아를 위해 카르타헤나 지방으로 가는 통행을 허용할 것을 명령한다..."라고 쓰여 있다. 이 예는 식민지 시대 동안 아메리카 대륙으로 여행을 시도할 때 종교의 중요성을 나타낸다. 개인은 왕관에 호소하고 여행에 대한 접근을 허용받기 위해 기독교의 지침 내에서 일해야 했다.
라틴 아메리카의 종교
신세계에서 종교는 여전히 일상 생활에서 고려되어야 하는 만연한 문제였다. 많은 법들이 종교적인 믿음과 전통에 기반을 두고 있었고 종종 이 법들은 식민지 라틴 아메리카 동안의 많은 다른 문화들과 충돌했다. 중심적인 충돌 중 하나는 아프리카와 이베리아 문화 사이의 충돌이었다; 문화의 이러한 차이는 라틴 아메리카 전역에서 아프리카와 이베리아 모두 마녀들을 공격적으로 기소하는 결과를 낳았다. 유럽의 전통에 따르면 "마녀인 브루자는 신과 성배를 거부하고 대신 악마를 숭배하고 마녀의 안식일을 지키는 것으로 생각되었다." 신에 대한 이러한 거부는 혐오로 여겨졌고 스페인과 라틴 아메리카 당국에 의해 용인되지 않았다. 구체적인 예인 Paula de Eguiluz의 재판은 기독교에 대한 호소가 마녀 재판의 경우에도 어떻게 처벌을 줄이는데 도움이 될 수 있는지 보여준다.
Paula de Eguiluz는 아프리카 혈통의 여성으로 산토 도밍고에서 태어나 노예로 자랐고, 언젠가 그녀는 젊은 시절에 마녀의 직업을 배웠고, 공개적으로 마법사로 알려졌다. "1623년, Paula는 주술(브루제리아), 점술, 배교(교회 교리에 반하는 선언)로 기소되었다." Paula는 1624년에 재판을 받았고 법적인 절차를 진행하는 크라운스의 방식에 대해 많이 알지 못한 채 그녀의 심리를 시작했다. 만약 개인이 그 형량을 줄이기를 희망한다면, 기독교에 대한 호소와 믿음에 대한 발표가 있을 필요가 있었다. 빠르게 배운 Paula는 그녀의 재판의 두 번째 심리 전에 "주님의 기도, 강령, 살브 레지나, 십계명을 정확하게 암송했다". 마침내, 재판의 세 번째 심리에서 Paula는 "이 끔찍한 죄와 실수에 대해 우리의 주님께서 용서해 주시기를 부탁드린다... 자비로운 처벌"로 그녀의 증언을 끝냈다. 기독교에 대한 호소와 믿음에 대한 호소는 폴라가 최소한의 처벌로 노예였던 이전의 삶으로 돌아갈 수 있도록 해주었다. 스페인 왕관은 라틴 아메리카에서 기독교의 보존을 매우 중요하게 여겼고, 이 기독교의 보존은 식민주의가 300년 이상 라틴 아메리카를 통치할 수 있도록 해주었다.

## 19세기 혁명: 탈식민지 시대

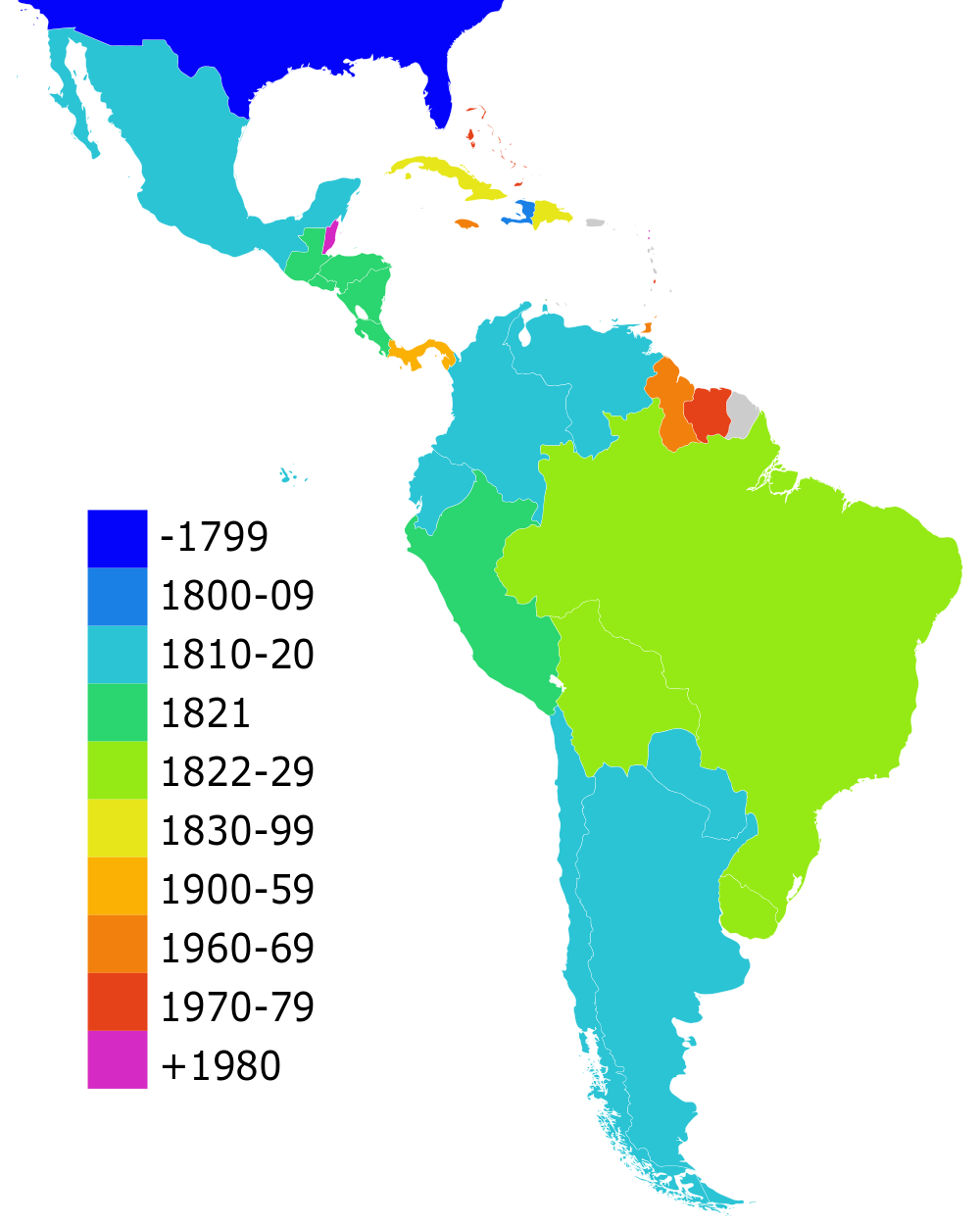
라틴 아메리카의 독립 날짜별 국가

미국과 프랑스 혁명의 모델을 따라 라틴 아메리카의 대부분은 1825년에 독립을 달성했다. 독립은 부르봉 개혁 이후 스페인 제국 아래에 존재했던 오래된 공동 시장을 파괴하고 이미 산업화되기 시작한 국가들이 제공하는 재정적 투자에 대한 의존도를 높였다. 따라서 이 지역이 이 국가들에 경제적으로 의존하게 되었기 때문에 서유럽 강대국들, 특히 영국과 프랑스와 미국은 주요 역할을 하기 시작했다. 독립은 또한 자의식적인 새로운 "라틴 아메리카" 지배 계급과 지식인층을 만들어냈고, 때로는 사회를 재구성하기 위해 스페인과 포르투갈 모델을 피했다. 이 엘리트들은 새로운 라틴 아메리카 문화를 위해 다른 가톨릭 유럽 모델, 특히 프랑스를 찾았지만 토착민들의 의견을 구하지 않았다.
독립에서 나온 대부분의 초기 큰 주들인 그란 콜롬비아, 중앙 아메리카 연방 공화국, 남아메리카 연합 주들을 함께 유지하려는 스페인 아메리카에서의 실패한 노력들은 많은 국내적인 그리고 국가간의 갈등을 야기했고, 이것은 새로운 국가들을 괴롭혔다. 히스패닉계 이웃들과 대조적으로, 브라질은 연합된 군주제로 남아 있었고, 국내적인 그리고 국가간의 전쟁의 문제를 피했다. 국내적인 전쟁들은 종종 시민의 정치적인 삶을 희생시키면서 그들의 반대자들에 대한 군사적인 억압을 통해 스스로를 주장하게 된 연방주의자들과 중도주의자들 사이의 싸움이었다. 새로운 국가들은 식민지 시대의 문화적인 다양성을 계승했고 공유된 유럽 (스페인어 또는 포르투갈어) 언어와 문화에 기반을 둔 새로운 정체성을 만들기 위해 노력했다. 그러나 각 국가 내에는 긴장을 조성하고 국가 통합을 손상시키는 문화적인 그리고 계급적인 분열들이 있었다.
그 후 수십 년 동안 국적감을 만들기 위한 긴 과정이 있었다. 새로운 국경의 대부분은 정치적 정체성의 지역이 된 종종 수백 년 된 청각 장애 지역 또는 부르봉 왕가의 의도를 중심으로 만들어졌다. 새로운 주가 자원에 접근하기 위해 특히 19세기 후반에 서로 전쟁을 벌였기 때문에 많은 지역에서 국경이 불안정했다. 더 중요한 갈등은 파라과이 전쟁(1864–70; 삼중 동맹 전쟁으로도 알려져 있음)과 태평양 전쟁(1879–84)이었다. 파라과이 전쟁은 아르헨티나, 브라질, 우루과이와 파라과이를 맞붙게 했는데, 파라과이는 완전히 패배했다. 그 결과, 파라과이는 인구 통계학적 붕괴를 겪었다: 인구는 1864년에 약 52만 5천 명에서 1871년에 22만 1천 명으로 늘었고, 이 마지막 인구 중 남성은 약 28,000명에 불과했다. 태평양 전쟁에서 칠레는 볼리비아와 페루의 연합군을 물리쳤다. 칠레는 이전에 페루와 볼리비아가 통제했던 초석이 풍부한 지역의 통제권을 얻었고, 볼리비아는 육지로 둘러싸인 국가가 되었다. 세기 중반까지 이 지역은 북미 대륙에서 확장하고 반구에서 영향력을 확장하려는 성장하는 미국과도 맞섰다. 멕시코-미국 전쟁(1846–48)에서 멕시코는 영토의 절반 이상을 미국에게 빼앗겼다. 1860년대 프랑스는 멕시코를 간접적으로 지배하려고 시도했다. 남미에서 브라질은 이웃 국가의 희생으로 아마존 분지의 큰 영토에 대한 통제를 강화했다. 1880년대 미국은 라틴 아메리카 전체에서 자국의 정치적, 경제적 이익을 방어하고 확장하기 위한 공격적인 정책을 펼쳤고, 이는 범미 회의의 창설, 파나마 운하의 성공적인 완공, 그리고 쿠바의 마지막 독립 전쟁에 대한 미국의 개입으로 끝이 났다.
19세기 대부분의 라틴아메리카 경제는 천연자원의 수출을 통해 이루어졌고, 이를 통해 부유한 엘리트들이 형성되었다. 식민지 경제와 정치 현실의 재편은 토지와 자원의 대부분을 지주 엘리트들이 장악하면서 빈부격차를 크게 벌렸다. 예를 들어 브라질의 경우 1910년까지 토지의 85%가 인구의 1%에 속했다. 특히 이들 부유한 지주들은 금광업과 과일 재배를 독점했다. 이들 '위대한 지주'는 지역 활동을 완전히 통제했고, 나아가 주요 고용주이자 임금의 원천이었다. 이로 인해 농민 사회는 더 큰 정치 현실과 연관성이 여전히 농업과 광산 거물들에게 집중되었다.
고유한 정치적 불안정과 경제의 본질은 군사적 기술과 후원을 아끼지 않는 능력에 의존하는 군 수장인 카우딜로(caudillos)의 출현을 가져왔다. 정치적 정권은 적어도 이론적으로 민주적이었고 대통령 정부 또는 의회 정부의 형태를 취했다. 둘 다 카우딜로(caudillo)나 과두제에 의해 점령되는 경향이 있었다. 정치적 지형은 오래된 사회적 계층 구조의 보존이 국가 안정과 번영의 최고의 보증이라고 믿었던 보수주의자들과 경제와 개인의 주도권을 해방시켜 진보를 가져오려는 자유주의자들에 의해 점령되었다. 대중의 반란은 종종 영향력이 있었고 억압되었다. 1899년과 1902년 사이의 콜롬비아 반란이 진압되는 동안 10만 명이 사망했다. 우루과이와 부분적으로 아르헨티나, 칠레, 코스타리카, 콜롬비아 등 일부 국가는 민주주의를 유지했다. 이 과두제와 카우딜로는 때때로 인구의 과반수로부터 지지를 받았지만 다른 국가들은 분명히 과두제 또는 권위주의적이었다. 이 모든 정권은 원자재 공급자로서 세계 경제에서 라틴 아메리카의 수익성 있는 위치를 유지하려고 했다.

## 20세기

### 1900 - 1929

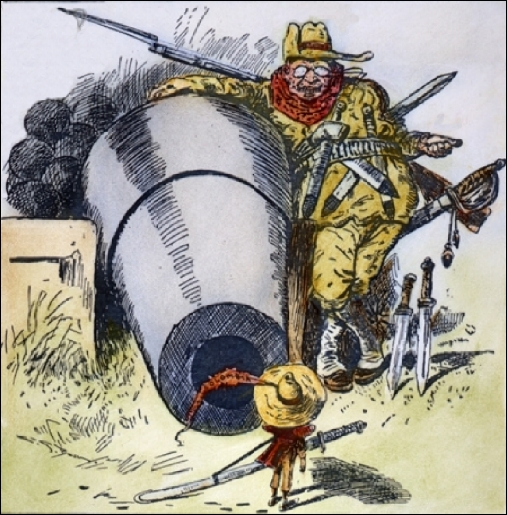
1903년 정치 만화: 루즈벨트 대통령이 콜롬비아에게 파나마 운하 지대를 획득하라고 협박했다.

세기가 시작되자 미국은 직접적으로 이 지역에 대한 자국의 이익을 방어하려는 개입주의적 태도를 계속했다. 이는 시어도어 루스벨트의 빅 스틱 독트린에서 공식적으로 드러났다. 스페인-미국 전쟁이 끝나고 1902년 쿠바와 미국의 신정부는 플랫 수정헌법에 서명했는데, 이 수정헌법은 미국이 필요하다고 판단할 때 쿠바 문제에 개입할 수 있도록 허용했다. 콜롬비아에서 미국은 지협을 가로지르는 대운하 건설을 위해 파나마의 영토를 양보하려고 했다. 콜롬비아 정부는 이에 반대했지만, 파나마의 반란이 미국에 기회를 주었다. 미국은 파나마의 독립을 지지했고, 새로운 국가는 양보를 인정했다. 미국이 이 지역에 개입한 것은 이뿐만이 아니었다. 20세기 초반 수십 년 동안, 주로 상업적 이익을 방어하기 위해 중앙 아메리카와 카리브해에 여러 차례 군사적 침략이 있었고, 이는 "바나나 전쟁"으로 알려졌다
금세기의 20년 중 가장 큰 정치적 격변이 멕시코에서 일어났다. 1908년, 1884년부터 재임해온 포르피리오 디아스 대통령은 1910년에 사임하겠다고 약속했다. 사회주의 혁명을 방지하면서 국가의 현대화를 목표로 했던 온건한 자유주의자 프란시스코 I. 마데로는 1910년에 선거 운동을 시작했다. 그러나 디아스는 마음을 바꾸었고 다시 한번 출마했다. 마데로는 선거일에 체포되었고 디아스는 승자를 선언했다. 이러한 사건들은 반란을 일으켰고, 이것은 멕시코 혁명의 시작이 되었다. 혁명 운동이 조직되었고 일부 주요 지도자들이 나타났다: 북쪽의 판초 빌라, 남쪽의 에밀리아노 자파타, 그리고 멕시코 시티의 마데로. 마데로의 군대는 1911년 초에 연방 군대를 패배시켰고, 정부를 임시로 통제했고, 1911년 11월 6일 두 번째 선거에서 이겼다. 마데로는 정치 체제에서 더 큰 민주주의를 구현하기 위해 온건한 개혁을 했지만, 혁명 상황이 된 지역 지도자들 중 많은 사람들을 만족시키지 못했다. 마데로가 농업적인 주장을 해결하지 못하자, 사파타는 마데로와 결별하고 혁명을 재개했다. 1913년 2월 18일, 보수주의 장군인 빅토리아노 휴에르타는 미국의 지원을 받아 쿠데타를 조직했고, 마데로는 4일 후에 사망했다. 빌라, 사파타, 그리고 베누스티아노 카란자와 같은 다른 혁명 지도자들은 지금 휴에타의 통제하에 있는 연방 정부에 계속해서 군사적으로 반대했다. 동맹국인 사파타와 빌라는 1914년 3월에 멕시코 도시를 점령했지만, 수도에서 그들의 요소들 밖에 있다는 것을 발견하고 각각의 보루로 철수했다. 이것은 카란자가 중앙 정부를 통제할 수 있도록 했다. 그는 그 후에 특히 알바로 오브레곤 장군이 이끄는 빌라와 사파타의 반란군에 대한 진압을 조직했다. 1917년의 멕시코 헌법은 아직도 공포되었지만 처음에는 거의 시행되지 않았다. 다른 혁명 지도자들에 대한 노력은 계속되었다. 사파타는 1919년 4월 10일 암살되었다. 카란자 자신도 1920년 5월 15일 암살당했고, 그해 말 공식적으로 대통령으로 선출된 오브레곤이 권력을 잡았다. 마침내 1923년 빌라도 암살당했다. 주요 라이벌이 제거되면서 오브레곤은 권력을 강화할 수 있었고 상대적인 평화는 멕시코로 돌아갔다. 헌법 아래에서 자유주의 정부가 시행되었지만 노동자와 농촌 계층의 열망 중 일부는 실현되지 않은 채로 남아있었다. (멕시코의 농업 개혁도 참조하십시오.)
라틴 아메리카에서 독일과 독일 문화의 위신은 전쟁 이후에도 여전히 높았지만, 전쟁 전 수준으로 회복되지는 않았다. 실제로, 칠레에서 전쟁은 작가 에두아르도 드 라 바라가 "독일식 벌채" (스페인어: el embrujamientto alemán)라고 불렸던 과학적, 문화적 영향의 시기에 마침표를 찍었다.

#### 스포츠
전쟁이 끝난 후에도 라틴 아메리카에서 독일과 독일 문화의 위신은 여전히 높았지만, 전쟁 전 수준으로 회복되지는 않았다. 실제로, 칠레에서 전쟁은 "독일식 벌채" (스페인어: el embrujamiento alemán)라고 불렸던 과학과 문화적인 영향의 시기에 마침표를 찍었다. 스포츠는 점점 인기를 얻게 되었고, 열광적인 팬들을 큰 경기장으로 끌어 모았다. 국제 올림픽 위원회 (IOC)는 올림픽의 이상과 참여를 장려하기 위해 노력했다. 1922년 리우데자네이루에서 열린 라틴 아메리카 게임에 이어, IOC는 국가 올림픽 위원회를 설립하고 미래의 대회를 준비하는 것을 도왔다. 그러나 브라질에서, 스포츠와 정치적인 라이벌 관계들은 반대파들이 국제 스포츠를 통제하기 위해 싸우면서 진전이 둔화되었다. 1924년 파리 하계 올림픽과 1928년 암스테르담 하계 올림픽은 라틴 아메리카 선수들의 참여가 크게 증가했다. 영국과 스코틀랜드의 공학자들은 1800년대 후반에 축구 선수 (축구)를 브라질로 데려왔다. 북미 YMCA의 국제 위원회와 미국 놀이터 협회는 코치를 훈련시키는 데 중요한 역할을 했다.

### 1930–1960
대공황은 그 지역에 큰 도전을 제기했다. 세계 경제의 붕괴는 원자재에 대한 수요가 급격하게 감소했다는 것을 의미했고, 라틴 아메리카의 많은 경제를 약화시켰다. 라틴 아메리카의 지식인들과 정부 지도자들은 낡은 경제 정책에 등을 돌리고 수입 대체 산업화 쪽으로 방향을 틀었다. 목표는 그들 자신의 산업 부문과 대규모 중산층을 가지고 세계 경제의 기복에 영향을 받지 않는 자급자족할 수 있는 경제를 만드는 것이었다. 미국의 상업적 이익에 대한 잠재적인 위협에도 불구하고, 루스벨트 행정부 (1933–1945)는 미국이 수입 대체에 전적으로 반대할 수 없다는 것을 이해했다. 루스벨트는 좋은 이웃 정책을 시행했고 라틴 아메리카의 일부 미국 회사들의 국유화를 허용했다. 멕시코의 라자로 카데나스 대통령은 미국의 석유 회사들을 국유화했고, 그는 그 회사를 통해 페멕스를 만들었다. 카데나스는 또한 멕시코 혁명이 시작된 이래로 많은 사람들의 희망을 충족시키며, 많은 땅의 재분배를 감독했다. 평지 수정 헌법 또한 폐지되었고, 쿠바를 정치에 대한 미국의 법적이고 공식적인 간섭으로부터 해방시켰다. 제2차 세계 대전은 또한 미국과 대부분의 라틴 아메리카 국가들을 하나로 모았다.
전후 기간 동안, 공산주의의 확장은 미국과 그 지역의 정부들 모두에게 가장 큰 정치적인 문제가 되었다. 냉전의 시작은 정부들이 미국과 소련 중 하나를 선택하도록 강요했다. 1948년 코스타리카 내전 이후, 이 나라는 새로운 헌법을 제정했고 라틴 아메리카에서 최초의 합법적인 민주주의로 인정받았다. 그러나, 이제 헌법적으로 상비군의 존재를 금지하도록 요구된 새로운 코스타리카 정부는 지역적인 영향력을 추구하지 않았고 이웃한 니카라과와의 갈등으로 더 이상 주의가 산만해졌다.
20세기 내내 라틴 아메리카에서 사회주의자와 공산주의자의 반란이 몇 차례 일어났지만, 가장 성공적인 반란은 쿠바에서 일어났다. 쿠바 혁명은 1933년부터 쿠바의 주요 독재자였던 풀겐시오 바티스타 정권에 대항하여 피델 카스트로에 의해 주도되었다. 1860년대부터 쿠바 경제는 설탕 재배에 집중했고, 그 중 82%가 20세기까지 미국 시장에서 팔렸다. 플랫 수정헌법이 폐지되었음에도 불구하고, 미국은 여전히 쿠바에 정치와 일상 생활 모두에서 상당한 영향력을 가지고 있었다. 사실 쿠바는 미국인들이 현금만 있다면 온갖 종류의 속임수와 불법적인 즐거움을 찾을 수 있는 "미국의 위안소"로 명성을 가지고 있었다. 1940년의 사회적으로 진보된 헌법을 가졌음에도 불구하고, 쿠바는 바티스타와 같은 독재자들에 의한 부패와 헌법 통치의 중단으로 몸살을 앓았다. 바티스타는 1952년 쿠데타를 통해 정부의 수장으로서 마지막 순서를 시작했다. 혁명가들 아래에서 구성된 연합은 헌법을 회복하고 민주주의 국가를 다시 수립하며 쿠바를 미국의 영향으로부터 해방시키기를 원했다. 혁명가들은 1959년 1월 1일 바티스타를 무너뜨리는데 성공했다. 처음에 비사회주의자라고 선언한 카스트로는 1959년 5월 농업 개혁과 국유화 프로그램을 시작했고, 이는 아이젠하워 행정부(1953-61)를 소외시켰고, 미국이 외교 관계를 끊고 미국 내 쿠바 자산을 동결하고 1960년 국가에 금수 조치를 취하게 했다. 케네디 행정부(1961-1963)는 망명자들의 쿠바 침공에 대한 자금 지원과 지원을 승인했다. 침공은 실패했고 혁명 정부의 입장을 급진화시켰다. 쿠바는 공식적으로 사회주의자를 선언했고, 공개적으로 소련의 동맹이 되었다. 쿠바에 대륙간 탄도 미사일을 배치하는 것을 포함한 쿠바와 소련의 군사 협력은 1962년 10월 쿠바 미사일 위기를 촉발시켰다.

### 20세기 후반 군사정권과 혁명

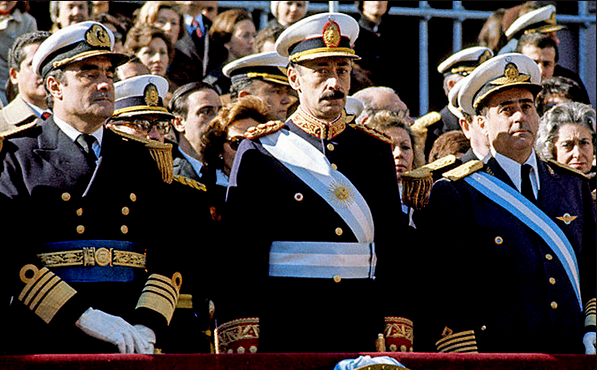
아르헨티나 군사정권은 정치적 반체제 인사들에 대한 광범위한 탄압을 목격했다

1970년대가 되자 좌파들은 상당한 정치적 영향력을 갖게 되었고, 이는 우파, 기독교 세력 그리고 각 국가의 상류층 상당 부분이 공산주의 위협으로 인식되는 것을 피하기 위해 쿠데타를 지지하게 되었다. 이것은 쿠바와 미국의 개입에 의해 더욱 촉진되었고, 이는 정치적 양극화로 이어졌다. 대부분의 남미 국가들은 어떤 시기에 미국의 지원을 받는 군사 독재 정권에 의해 지배되었다.
1970년대 무렵, 남부 콘의 정권들은 콘도르 작전에서 일부 도시 게릴라들을 포함한 많은 좌파 반체제 인사들을 살해하는 데 협력했다.

### 워싱턴 합의
주된 내용
"표준" 개혁 패키지로 간주되었던 일련의 구체적인 경제 정책 처방은 1980년대와 90년대 동안 워싱턴, 국제통화기금(IMF), 세계은행, 미국 재무부 등 DC에 기반을 둔 기관들에 의해 위기에 처한 개발도상국들을 위해 추진되었다.
최근 몇 년 동안 아르헨티나와 베네수엘라를 포함한 사회주의 또는 다른 좌파 정부가 이끄는 여러 라틴 아메리카 국가들은 워싱턴 컨센서스에 반하는 정책을 위해 캠페인을 벌였다(그리고 어느 정도 채택되었다). (브라질, 칠레, 페루를 포함한 좌파 정부가 있는 다른 라틴 국가들은 실질적으로 정책의 대부분을 채택했다). 또한 조셉 스티글리츠와 다니 로드리크와 같은 일부 미국 경제학자들은 국제 통화 기금과 미국 재무부의 "근본주의적" 정책으로 묘사되는 정책에 대해 이의를 제기했다. 이 용어는 일반적으로 신자유주의 정책과 연관되어 자유 시장의 확장된 역할, 국가에 대한 제약 및 다른 국가의 국가 주권에 대한 미국의 영향력에 대한 광범위한 논쟁으로 이어졌다. [인용 필요]

## 21세기

### 좌파가 되다.

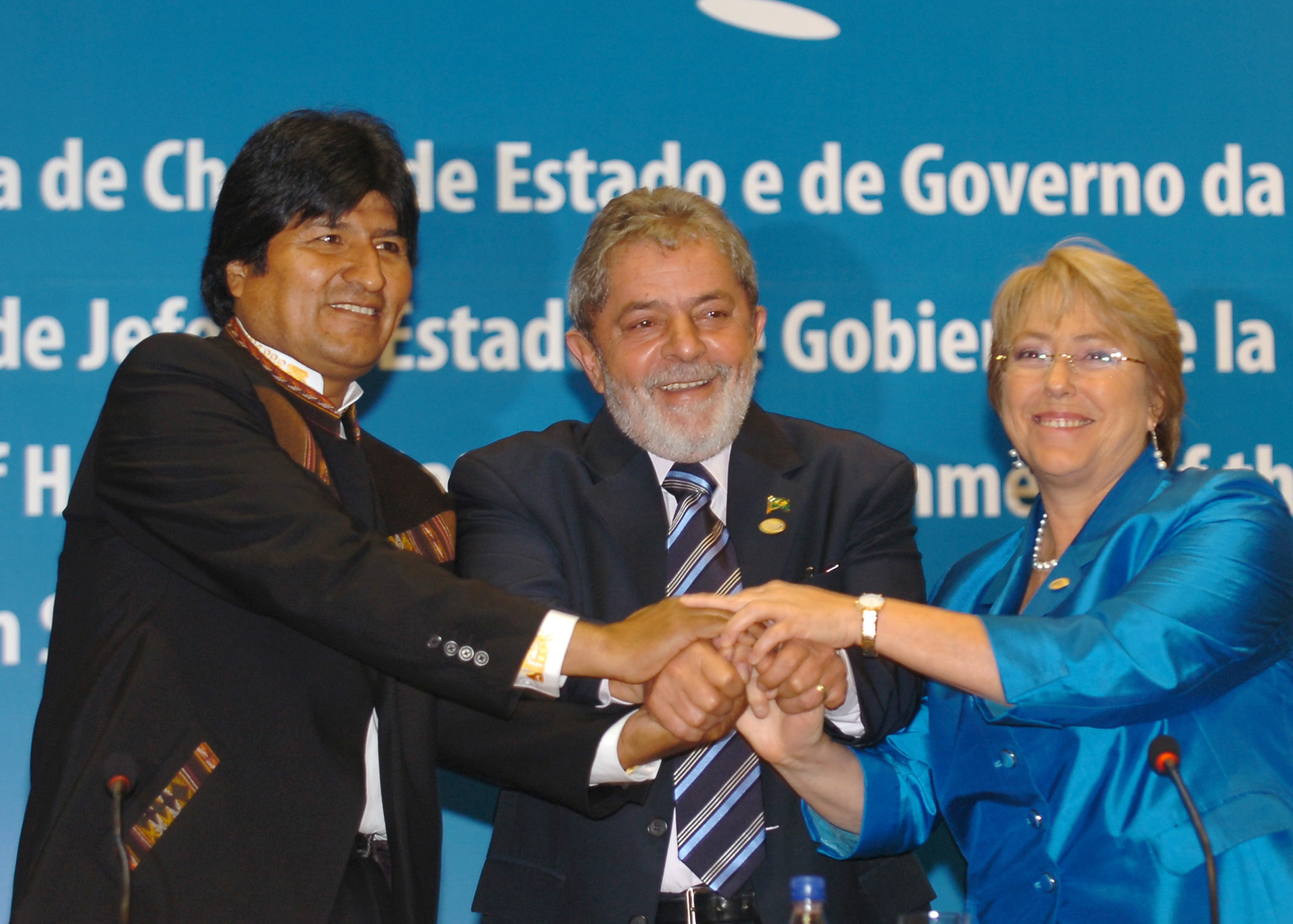
2008년 남미국가연합 정상회의에서 볼리비아, 브라질, 칠레 좌파 지도자들

2000년대, 혹은 1990년대 이후 일부 국가에서는 좌파 정당들이 권력을 장악했다. 베네수엘라의 우고 차베스, 브라질의 룰라 다 실바와 지우마 호세프, 파라과이의 페르난도 루고, 아르헨티나의 네스토르와 크리스티나 키르치너, 우루과이의 타바레 바스케스와 호세 무히카, 칠레의 라고스와 바첼레트 정부, 볼리비아의 에보 모랄레스, 니카라과의 다니엘 오르테가, 온두라스의 마누엘 셀라야 (2009년 6월 28일 쿠데타로 인해 폐위되었지만), 에콰도르의 라파엘 코레아도 이 좌파 정치인들의 물결에 속해 있다.

### 우파로 바뀌다 다시 좌파로 돌아오다.

2023년 현재 우파 정부 하에서 청색 국가, 좌파 및 중도 좌파 정부 하에서 적색 국가

보수주의 물결(포르투갈어: onda conservadora)은 2010년 중반 남아메리카에서 나타난 정치적 현상이다. 브라질에서, 그것은 2014년 대통령 선거에서 지우마 호세프가 빠듯한 선거로 승리했을 때 대략 시작되었고, 정부의 가장 높은 위치에 있는 노동자당의 네 번째 임기를 시작했다. 게다가, 의회간 자문부의 정치 분석가 안토니오 아우구스토 데 케이로스에 따르면, 농촌주의자, 군사, 경찰 및 종교와 같은 더 보수적인 부문과 관련된 의원의 수의 증가에 주목하면서 2014년에 선출된 국민의회는 "재민주화" 운동 이후 가장 보수적인 것으로 여겨질 수 있다.
이어진 2015년 경제위기와 부패 스캔들 수사로 좌파 정책에 반대하는 경제자유주의와 보수주의 사상을 구제하려는 우파 운동이 벌어졌다.
그러나 2018년 멕시코, 2019년 아르헨티나에 의해 선거 승리로 중남미 좌파 정당의 부상이 다시 시작되었고, 2020년 볼리비아에 의해 2021년 페루, 온두라스, 칠레, 2022년 콜롬비아, 브라질과 함께 더욱 강화되었다. 그러나 2023년 에콰도르와 아르헨티나의 대통령 선거에서는 모두 우파 후보가 승리했다.

## 참고 항목
라틴아메리카의 경제사
라틴아메리카의 환경사
히스토리오그래피#라틴아메리카
스페인 식민지 시대의 역사
라틴 아메리카의 경제
라틴아메리카-영국 관계
역사저널#라틴아메리카카리브해 지역
라틴아메리카 역사 회의
라틴아메리카학
남아메리카의 역사

### 콜럼버스 이전
| 오아시스 아메리카                                                             | 아리도 아메리카 | 메소 아메리카                                                                                     | 남미 |
| ----------------------------------------------------------------------------- | --- | ------------------------------------------------------------------------------------------------- | --- |
| - 아파치 - 코만체 - Coahuiltecan - 코코파 - 피마 - 푸에블로족 - 나바호 - 케찬 | - 칵스캔 - 과치칠 - 괌은 - 치히메카 요나즈 - 코라 - 휘철 - 마요스 - 오토미 - 오오덤 - 팸 - 테큐엑세 - 테페후안스 - 야퀴스 - 자카테코 | - 아즈텍 - 화스텍 - 믹스텍 - 마야 - 올멕 - 피필 - 타라스칸 - Teotihuacán - 톨텍 - 토토낙 - 사포텍 | - 아라왁 주 - 차빈 - 치브차 - 키모르 - 차차포야 - 화리 - 잉카 - 카리브 제도 - 칼리나 - 마푸체 - 모체 - 나스카 - 타이로나 - 티와나쿠 |

### 식민지화
영국의 아메리카 식민지화, 덴마크의 아메리카 식민지화, 네덜란드의 아메리카 식민지화, 뉴네덜란드, 프랑스의 뉴프랑스, 포르투갈, 러시아, 스페인, 뉴스페인, 정복자, 스페인의 유카탄 정복, 스페인의 아즈텍 제국 정복, 캘리포니아의 스페인 선교, 스웨덴의

### 지역별 역사
아메리카의 역사

### 나라별 역사
북아메리카의 주제
중앙아메리카의 주제
카리브해의 주제
남아메리카의 주제

### 다른 주제
- 라틴 아메리카인
- 라틴 아메리카 통합
- 라틴아메리카의 페미니스트 역사
- 라틴 아메리카의 유대인 역사
- 중남미-미국 관계
- 라틴아메리카 채무위기
- 카리브해의 영토 진화

## 참조
1. 미뇰로, 월터 (2005). 라틴 아메리카의 아이디어. 옥스포드: Wiley-Blackwell. pp. 77–80. ISBN 978-1-4051-0086-1.
2. 맥기니스, 에임스 (2003). "‘라틴 아메리카’를 찾다: 1850년대 아메리카에서 인종과 주권" in Appelbaum, Nancy P. et al. (편집자). 현대 라틴 아메리카의 인종과 국가. 채플 힐: 노스캐롤라이나 대학교 출판부, 87-107. ISBN 0-8078-5441-7
3. 차스틴, 존 찰스 (2001). 피와 불 속에서 태어나다: 라틴 아메리카의 간결한 역사. W. W. Norton. p. 156. ISBN 0-393-97613-0.
4. 버틀랜드, 길버트 J. (1960). 라틴 아메리카: 지역 지리. 뉴욕: John Wiley and Sons. pp. 115–188. ISBN 0-470-12658-2. 도저, 도널드 마퀀드 (1962). 라틴 아메리카: 해석적 역사. 뉴욕: McGraw-Hill. pp. 1–15. 슐츠, 태드 (1965). 라틴 아메리카. 뉴욕 타임스 컴퍼니. pp. 13–17. 올리엔, 마이클 D. (1973). 라틴 아메리카인: 현대인과 그들의 문화 전통. 뉴욕: Holt, Rinehart and Winston. pp. 1–5. ISBN 0-03-086251-5. 블랙, 잰 니퍼스, 편집자. (1984). 라틴 아메리카: 문제와 약속: 다학제적 소개. 볼더: Westview Press. pp. 362–378. ISBN 0-86531-213-3. 브런스, E. 브래드포드 (1986). 라틴 아메리카: 간결한 해석적 역사 (4판). 뉴욕: Prentice-Hall. pp. 224–227. ISBN 0-13-524356-4. 스키드모어, 토머스 E.; 피터 H. 스미스 (2005). 현대 라틴 아메리카 (6판). 옥스포드와 뉴욕: 옥스포드 대학 출판부. pp. 351–355. ISBN 0-19-517013-X.
5. 록하트, 제임스와 스튜어트 B. 슈워츠, 초기 라틴 아메리카. 케임브리지: 케임브리지 대학 출판부 1982, 31–60.
6. 브레이딩, D.A., 첫 번째 아메리카: 스페인 왕국, 크리올 애국자, 그리고 자유 국가, 1492–1867. 케임브리지: 케임브리지 대학 출판부 1991.
7. 맥레오드, 머도 J. "인디헤니즘" in 라틴 아메리카 역사와 문화 백과사전, vol. 3, pp. 267–269. 뉴욕: Charles Scribner's Sons 1996.
8. 엘시, 브렌다 (2017). "라틴 아메리카의 스포츠". In Edelman, Robert (편집자). 옥스포드 스포츠 역사 핸드북. 옥스포드 대학 출판부. ISBN 9780199858910.
9. 쉐번 F. 쿡과 우드로 보라, 인구 역사 에세이 3권. 버클리와 로스앤젤레스: 캘리포니아 대학 출판부 1971-1979.
10. 데이비드 P. 헤니지, 어디에도 없는 숫자: 아메리카 원주민 접촉 인구 논쟁, 노먼: 오클라호마 대학 출판부 1998.
11. 노벨 데이비드 쿡, 죽기 위해 태어났다: 질병과 신세계 정복, 1492-1650. 뉴욕: 케임브리지 대학 출판부 1998.
12. 진, 하워드 (2015). 미국 민중사. 뉴욕: 하퍼콜린스. p. 6.
13. "마야 코덱스". about.com.
14. 맥나이트, 아프로-라티노 목소리 p 52.
15. 맥나이트, 아프로-라티노 목소리 p. 61.
16. 맥나이트, 아프로-라티노 목소리 p. 64.
17. 맥나이트, 아프로-라티노 목소리 p. 176.
18. 맥나이트, 아프로-라티노 목소리 p. 175.
19. 맥나이트, 아프로-라티노 목소리 p. 193.
20. 크리스토퍼 민스터 (2007). "중앙아메리카 연방 공화국 (1823-1840)". About.com. 2009-05-01에 확인됨.
21. 산후에자, 카를로스 (2011). "‘독일의 마법’에 대한 논쟁과 19세기 말 칠레에서의 독일 과학의 역할" (PDF). 아이디어와 그 대상. 독일과 남아메리카 사이의 과학 교류. 마드리드-프랑크푸르트: 이베로아메리카-베르부어트 (스페인어로). pp. 29–40.
22. 페니, H. 글렌 (2017). "물질적 연결: 1880년대부터 세계 대전 기간까지 아르헨티나와 칠레에서의 독일 학교, 사물, 소프트 파워". 사회 및 역사 비교 연구. 59 (3): 519–549. doi:10.1017/S0010417517000159. S2CID 149372568. 2018년 12월 13일에 확인됨.
23. 산후에자, 카를로스 (2011). "‘독일의 마법’에 대한 논쟁과 19세기 말 칠레에서의 독일 과학의 역할" (PDF). 아이디어와 그 대상. 독일과 남아메리카 사이의 과학 교류. 마드리드-프랑크푸르트: 이베로아메리카-베르부어트 (스페인어로). pp. 29–40.
24. 데이비드 M.K. 셰이닌, 편집자., 라틴 아메리카 역사에서의 스포츠 문화 (2015).
25. 세자르 R. 토레스, "1920년대 라틴 아메리카 ‘올림픽 폭발’: 원인과 결과." 스포츠 역사 국제 저널 23.7 (2006): 1088-1111.
26. 클라우디아 게데스, "‘문화 경관의 변화’: 영국 엔지니어, 미국 선교사, YMCA가 브라질에 스포츠를 전하다 – 1870년대부터 1930년대까지." 스포츠 역사 국제 저널 28.17 (2011): 2594-2608.
27. 빅터 불머-토마스, 독립 이후 라틴 아메리카 경제사 (2판 2003) pp 189-231.
28. 메인워링, 스콧; 페레스-리냔, 아니발 (2008년 12월). "체제 유산과 민주화: 1978-2004년 라틴 아메리카의 민주주의 수준 설명" (PDF). 켈로그 연구소.
29. 빅터 플로레스 올레아. "사설 – 엘 유니버설 – 2006년 4월 10일: 콘도르 작전" (스페인어로). 엘 유니버설 (멕시코). 2007-06-28에 보관된 원본에서 보존됨. 2009-03-24에 확인됨.
30. 불로스, 길헤르메. "보수파 물결". 2017년 10월 11일에 확인됨. {{저널 인용}}: 저널이 필요하다. (도움말)[영구 죽은 링크]
31. 도이체 베레 (www.dw.com), 도이체. "남아메리카에서 우파의 물결이 있는가? | DW | 2018-10-28". DW
32. 타허, 라히브(2021년 1월 9일). "볼리비아에서의 기적적인 MAS 승리와 핑크 타이드의 부활". 과학 조사. 2022년 1월 22일 회수.
33. 베르텔리, 미켈레. "그는 에콰도르의 최연소 대통령 당선자이다. 다니엘 노보아의 앞날은 무엇일까요?" 알자지라.
34. "Javier Milei: 아르헨티나 극우 아웃사이더, 대선 승리" 2023년 11월 19일.

## 추가 읽기
- Adam, Thomas, ed. 독일과 아메리카: 문화, 정치, 역사 (3권, 2005) 발췌
- Bakewell, Peter, A History of Latin America" (Blackwell History of the World, 1997)
- Bethell, Leslie (ed.), Cambridge History of Latin America, Cambridge University Press, 12권, 1984-2008
- 번스, E. Bradford, 라틴 아메리카: 간결한 해석의 역사, 페이퍼백, 프렌티스 홀 2001, 제7판
- Goebel, Michael, "라틴 아메리카의 세계화론, c.1750-1950", New Global Studies 3(2009).
- 할페린 동히, 툴리오. 라틴 아메리카의 현대사. 더럼: 듀크 대학 출판부, 1993.
- 헤링, 휴버트, 라틴 아메리카의 역사: 처음부터 현재까지, 1955. ISBN 0-07-553562-9
- 카우프만, 윌, 하이디 슬레테달 맥퍼슨, eds. 영국과 아메리카: 문화, 정치, 역사(2005년 3권), 1157pp; 백과사전 취재; 발췌
- 록하트, 제임스와 스튜어트 B. 슈워츠. 초기 라틴 아메리카. 캠브리지: 캠브리지 대학 출판부 1983.
- Marshall, Bill, ed. 프랑스와 아메리카: 문화, 정치, 그리고 역사 (3권. 2005) 발췌
- Mignolo, Walter. 라틴 아메리카의 아이디어. Oxford: Wiley-Blackwell 2005. ISBN 978-1-4051-0086-1.
- 밀러, 로리. 19세기와 20세기 영국과 라틴 아메리카. 런던: 롱맨 1993.
- 밀러, 숀 윌리엄. 라틴 아메리카의 환경사. 뉴욕: 케임브리지 대학 출판부 2007.
- 슈왈러, 존 프레데릭. 라틴아메리카 가톨릭교회의 역사: 정복에서 혁명 그리고 그 너머 (뉴욕대학교 출판부; 2011) 319페이지
- Trigger, Bruce, Wilcomb E. Washburn, eds. 아메리카 원주민들의 케임브리지 역사 (3권. 1996)
- 킨, 벤자민; 헤인즈, 키스 (2013). 라틴 아메리카의 역사 (9판). 보스턴: 워즈워스.

### 역사학
- Murillo, Dana Velasco. "스페인 미국 역사학의 현대 지역 역사." History Compass 15.7 (2017). DOI: 10.1111/hic3.12387

### 식민지 시대
- Adelman, Jeremy 편집. 식민지 유산: 라틴 아메리카 역사에서의 지속성 문제. 뉴욕: 라우트리지 1999.
- Alchon, Suzanne Austin. 대지의 해로: 새 세계 전염병의 세계적 시각. 앨버커키: 뉴멕시코 대학 출판부 2003.
- Andrien, Kenneth J. 신대륙 스페인 식민 아메리카에서의 인간 전통. 윌밍턴: Scholarly Resources 2002.
- Brading, D.A. 첫번째 아메리카: 스페인 제국, 크리올 애국자, 그리고 자유주의 국가, 1492-1867. 뉴욕: 케임브리지 대학 출판부 1991.
- Cañizares-Esguerra, Jorge. 새 세계 역사 쓰기 방법: 18세기 대서양 세계의 역사, 지식론, 정체성. 스탠포드: 스탠포드 대학 출판부 2001.
- Brown, Jonathan C. 라틴 아메리카: 식민기 사회 역사, Wadsworth Publishing Company, 제2판 2004.
- Crosby, Alfred W. 콜럼버스 교환: 1492년의 생물학적과 문화적 결과, 30주년 판. 웨스트포트: 프레이거 2003.
- Denevan, William M. 편집. 1492년 경의 아메리카 원주민 인구, 제2판. 매디슨: 위스콘신 대학 출판부 1992.
- Donahue-Wallace, Kelly. 신대륙 라틴 아메리카의 미술과 건축, 1521-1821. 앨버커키: 뉴멕시코 대학 출판부 2008.
- Fisher, John R. 스페인 제국의 경제적 측면: 1492-1810년 미국에서의 스페인 제국. 리버풀: 리버풀 대학 출판부 1997.
- Gonzalez, Ondina E. and Bianca Premo 편집. 제국을 건설하며: 조기 현대 이베리아와 식민지 라틴 아메리카의 어린이들. 앨버커키: 뉴멕시코 대학 출판부 2007.
- Haring, Clarence H. 스페인 제국과 아메리카. 뉴욕: 옥스포드 대학 출판부 1947.
- Hill, Ruth. 부르본 스페인 아메리카에서의 계급, 상업, 그리고 사기. 내슈빌: 밴더빌트 대학 출판부 2006.
- Hoberman, Louisa Schell and Susan Migden Socolow 편집. 코로니얼 스페인 아메리카의 도시와 사회. 앨버커키: 뉴멕시코 대학 출판부 1986.
- Hoberman, Louisa Schell and Susan Migden Socolow 편집. 코로니얼 스페인 아메리카의 시골. 앨버커키: 뉴멕시코 대학 출판부 1986.
- Johnson, Lyman L. and Sonya Lipsett-Rivera 편집. 명예의 얼굴들: 식민지 라틴 아메리카에서의 성, 수치, 폭력. 앨버커키: 뉴멕시코 대학 출판부 1998.
- Kagan, Richard. 스페인어 세계의 도시 이미지, 1493-1793. 뉴헤이븐: 예일 대학 출판부 2000.
- Kinsbruner, Jay. 코로니얼 스페인-아메리카 도시: 대서양 자본주의 시대의 도시 생활. 오스틴: 텍사스 대학 출판부 2005.
- Klein, Herbert S. 스페인 제국의 미국 재정: 멕시코, 페루, 볼리비아에서의 왕립 수익과 지출, 1680-1809. 앨버커키: 뉴멕시코 대학 출판부 1998.
- Klein, Herbert S. and Ben Vinson III. 라틴 아메리카와 캐리비안의 아프리카 노예, 제2판. 뉴욕: 옥스포드 대학 출판부 2007.
- Landers, Jane G. and Barry M. Robinson 편집. 노예, 주제, 반항자: 식민지 라틴 아메리카의 흑인들. 앨버커키: 뉴멕시코 대학 출판부 2006.
- Lane, Kris. 제국 약탈: 1500-1750년의 미주 해적. 아몬크: M.E. 샤프 1998.
- Lanning, John Tate. 로열 프로토메디카토: 스페인 제국에서 의료 전문가의 규제. 편집 John Jay TePaske. 두람: 듀크 대학 출판부 1985.
- Lockhart, James and Schwartz, Stuart B. 초기 라틴 아메리카. 뉴욕: 케임브리지 대학 출판부 1983.
- Lynch, John. 1598-1700년 위기와 변화 속의 히스패닉 세계. 옥스포드: 베이질 블랙웰 1992.
- MacLeod, Murdo J. 스페인 중앙 아메리카: 1520-1720년 사회 경제사, 개정판. 오스틴: 텍사스 대학 출판부 2007.
- McKnight, Kathryn J. 아프로-라티노 목소리: 1550-1812년 초기 현대 이베로-대서양 세계에서의 이야기 (Hackett Publishing Company 2009).
- Muldoon, James. 스페인 세계 질서에서의 미국: 17세기 정복의 정당화. 필라델피아: 펜실베이니아 대학 출판부 1998.
- Myers, Kathleen Ann. 성인도 천사도 아닌: 스페인 아메리카 여성의 삶 쓰기. 뉴욕: 옥스포드 대학 출판부 2003.
- 패그든, 앤서니. 스페인 제국주의와 정치적 상상력: 유럽과 스페인-미국 사회 및 정치 이론 연구, 1513-1830. 뉴 헤이븐: 예일 대학 출판부 1990.
- 파켓, 가브리엘 B. 스페인과 그 제국의 계몽주의, 통치와 개혁, 1759-1808. 뉴욕: 팔그레이브 맥밀런 2008.
- 피어스, 아드리안. 영국과 스페인의 무역, 1763-1808. 리버풀: 리버풀 대학교 출판부 2008.
- 페리, 엘리자베스 메리와 앤 J. 크루즈, eds. 문화적 만남: 스페인과 신세계에서 종교재판의 영향. 버클리와 로스앤젤레스: 캘리포니아 대학 출판부 1991.
- 힘, 카렌 비에이라. 정복의 도가니에 빠진 여성: 스페인 미국 사회의 젠더 창세기, 1500-1600. 앨버커키: 뉴멕시코 대학 출판부 2005.
- Robinson, David J., ed. 식민지 스페인 아메리카의 이주. 뉴욕: 캠브리지 대학 출판부 1990.
- Russell-Wood, A.J.R. 노예제도와 식민지 브라질의 자유. 2nd. ed. Oneworld Publications 2002.
- 세이프어, 닐. 신세계의 측정: 계몽과학과 남아메리카. 시카고: 시카고 대학교 출판부 2008.
- Schwartz, Stuart B. 올 캔 세이브: 대서양 세계의 종교적 관용과 구원. 뉴 헤이븐: 예일 대학 출판부 1981.
- 소콜로우, 수잔 미그든. 식민지 라틴 아메리카의 여성들. 뉴욕: 케임브리지 대학 출판부 2000.
- 스타인, 스탠리 J.와 바바라 H. 스타인. 제국의 일기: 찰스 3세 시대의 스페인과 새로운 스페인, 1759-1789. 볼티모어: 존스 홉킨스 대학 출판부 2003.
- 스타인, 스탠리 J.와 바바라 H. 스타인. 은, 무역과 전쟁: 초기 근대 유럽을 만든 스페인과 미국. 볼티모어: 존스 홉킨스 대학 출판부 2000.
- 16세기 스페인 아메리카의 슈퍼, 존 D. 식량, 정복과 식민지화. 앨버커키: 뉴멕시코 대학 출판부 1988.
- 신뢰받는, 마조리. 스페인의 예술: 이베리아와 라틴 아메리카 1450-1700. University Park: Penn State Press 2007.
- Twinam, Ann. 공공 생활, 사적인 비밀: 식민지 스페인 아메리카의 성별, 명예, 섹슈얼리티 및 불법 행위. 스탠포드: 스탠포드 대학 출판부 1999.
- 반 오스, 스페인 아메리카의 교회와 사회. 암스테르담: 악산트 2003.
- 베버, 데이비드 J. 바르바로스: 계몽시대의 스페인 사람들과 그들의 야만인들. 뉴 헤이븐: 예일 대학 출판부 2005.

### 독립 시대
- 아델만, 제레미. 이베리아 대서양의 주권과 혁명. 프린스턴: 프린스턴 대학 출판부 2006.
- 앤드리엔, 케네스 J.와 리먼 L. 존슨, eds. 혁명 시대 스페인 아메리카의 정치 경제, 1750-1850. 앨버커키: 뉴멕시코 대학 출판부 1994.
- 블랜차드, 피터. 자유의 깃발 아래: 스페인 아메리카의 노예 병사들과 독립 전쟁. 피츠버그: 피츠버그 대학교 출판부 2008.
- 채스틴, 존 찰스. 아메리카노: 라틴 아메리카의 독립 투쟁. 뉴욕: 옥스포드 대학 출판부 2008.
- 데이비스, 캐서린, 클레어 브루스터, 힐러리 오웬. 남미 독립: 젠더, 정치, 텍스트. 리버풀: 리버풀 대학교 출판부 2007.
- 할페린 동히, 툴리오. 라틴아메리카 혁명의 여파. 뉴욕, 하퍼 & 로우 [1973]
- 존슨, 라이먼 L. 그리고 엔리케 탄터, eds. 18세기 라틴 아메리카의 가격 역사에 관한 에세이. 앨버커키: 뉴멕시코 대학 출판부 1990.
- Lynch, John, ed. 라틴 아메리카 혁명, 1808-1826: 구세계와 신세계 기원(Oklahoma Press, 1994)
- 린치, 존. 스페인 미국혁명, 1808-1826 (1973)
- 맥팔레인, 앤서니. 스페인 아메리카의 전쟁과 독립 (2008).
- Racine, Karen. "Simon Bolívar와 친구들: 콜롬비아와 베네수엘라 독립운동가들의 최근 전기" History Compass 18#3 (2020년 2월) https://doi.org/10.1111/hic3.12608
- Rodríguez, Jaime E. Spanish America의 독립 (Cambridge University Press, 1998)

### 현대 시대
- 바클레이, 글렌. 대륙을 위한 투쟁: 남미의 외교사, 1917-1945 (1972) 214pp
- Bulmer-Thomas, Victor. 독립 이후 라틴 아메리카의 경제사 (2nded. Cambridge UP, 2003) 온라인
- 번즈, E. 브래드포드, 진보의 빈곤: 19세기 라틴 아메리카. 버클리와 로스앤젤레스: 캘리포니아 대학 출판부 1980.
- 드리노, 파울로와 앨런 나이트, eds. 라틴 아메리카의 대공황 (2014) 발췌
- 길더후스, Mark T. The Second Century: 1889년 이후 미국-중남미 관계 (Rowman & Littlefield, 2000)
- 그린, 던컨, 침묵의 혁명: 라틴아메리카 시장경제의 부상과 위기, 뉴욕대학교 출판부 2003
- Kirkendall, Andrew J. "냉전 라틴 아메리카: 현장의 현황" H-Diplo 에세이 119호: 현장의 현황 에세이(2014년 11월) 온라인에서 50권 이상의 학술 서적과 기사를 평가한다
- Pettina, Vanni. 라틴 아메리카 냉전의 간결한 역사 (University of North Carolina Press, 2022) 5명의 학자들의 리뷰와 온라인 Pettina의 답변 보기
- 슐츠, 라스, 미국의 지하: 미국의 라틴아메리카 정책의 역사, 하버드 대학교 출판부 1998
- Skidmore, Thomas E. and Smith, Peter H., Modern Latin America, Oxford University Press 2005
- Stein, Stanley J. and Shane J. Hunt. "중남미 경제사 연구의 주요 흐름", JSTOR지 제31권, 제1호 (1971년 3월), 222-253쪽
- 발렌주엘라, 아르투로. 2004년 10월 4일 민주주의 저널 제15권 "중남미 대통령직 중단"
- 우드워드, 랄프 리, 라틴 아메리카 실증주의, 1850-1900: 질서와 진보는 화해할 수 있는가? 렉싱턴, 매사추세츠, 히스 [1971]